# Embalse de Mularroya
El embalse de Mularroya es un embalse en construcción para las aguas de los ríos Grío y Jalón con objeto del crecimiento de las zonas de regadío en el valle de este último y prioritariamente para la instalación en los alrededores de centros de hidrógeno verde y plantas de biogás, proyectos ya aprobados por el Ayuntamiento. Consecuencia de las obras de la presa, al salir a la superficie el manantial del que se surtían anteriormente las poblaciones que pretende irrigar el pantano. El manantial reventó a causa de las exageradas excavaciones, ubica en el término municipal de La Almunia de Doña Godina y cuando esté lleno sus aguas cubrirán superficies de los municipios de La Almunia de Doña Godina, Chodes, Morata de Jalón y Ricla, todos ellos en Zaragoza (Aragón, España).

## Proyecto
El proyecto consiste en crear una presa un par de kilómetros antes de la desembocadura del río Grío sobre el río Jalón. Además de una circunvalación para desviar la carretera N-2 a su paso por la zona que va a quedar inundada para permitir el tráfico por la zona. También la creación de plantaciones alrededor del futuro embalse para compensar lo perdido con el llenado.
El redireccionamiento de la carretera N-2 requiere la construcción de un viaducto en la cola del embalse que empalmará con la carretera de Santa Cruz de Grío y Morata de Jalón y la Autovía del Nordeste.
En este proyecto también se contempla la construcción de un túnel, de 13 km aproximadamente que iría desde Embid de la Ribera hasta la zona alta del embalse, para poder trasvasar el agua del Río Jalón ya que el agua del Río Grío no sería la suficiente para satisfacer la capacidad de este embalse.

## Problemática
El problema para la administración es que el 2 de julio de 2009 se ha hecho pública sentencia de la Audiencia Nacional anulando tanto las resolución de la declaración de impacto medioambiental como la aprobación del anteproyecto, y anulando también la aprobación del proyecto. El fundamento principal de la sentencia es la vulneración de la normativa europea y autonómica que regula los espacios protegidos. Otro de los fundamentos se centra en que el descenso del caudal que se daría en la cuenca del río Jalón afectará al suministro de agua de los numerosos pueblos que se encuentran en sus riberas. Las obras se han retomado en enero de 2016.

### Un posible terremoto[5]
En enero de 2018, se publica un estudio científico elaborado por la Universidad de Zaragoza, de Burgos y otras empresas, que determinan que el llenado del embalse podría traer consecuencias fatales para las poblaciones río abajo; ya que la presión del agua podría reactivar la actividad sísmica de la falla que hay en la zona. Algo que causaría la desastrosa situación en la que la presa del embalse (hecha de tierra) no aguantaría, y por lo tanto se derrumbaría haciendo que las zonas anexas se inunden, con un margen de reacción de 15 minutos (que sería cuando el agua llegue a dichas localidades).
Este estudio comunica que las zonas mayormente afectadas serían Ricla y Calatorao. Dejando los dos pueblos bajo las aguas del embalse. Además de los pueblos, el viaducto de la Autovía del Nordeste situado, siguiendo el curso del Río Grío, a un kilómetro aproximadamente más abajo de la presa.
Debido a la polémica generada, la misma Confederación Hidrográfica del Ebro tuvo que emitir una nota técnica aclaratoria en la que se ponen de manifiesto los errores y la absoluta falta de rigor del citado estudio, argumentando que la presa es totalmente segura.